# حصار حلب (1124)
حصار حلب حدث من 6 أكتوبر 1124 إلى 25 يناير 1125، من قبل بلدوين الثاني وحلفائه بعد تحرره من الأسر.

## الخلفية
حكم أمير سلجوقي، رضوان بن تتش، حلب عندما وصل الصليبيون إلى شمال سوريا عام 1097. لكن صراعه مع أخيه دقاق بن تتش حاكم دمشق مكّن الصليبيين من محاصرة أنطاكية. قاد رضوان ودقاق جيوش منفصلة إلى أنطاكية، لكن الصليبيون هزموا كليهما. كان أول حاكم صليبي للقدس جودفري يخطط لغزو حلب بالفعل في عام 1100. مستفيدًا من هزيمة الصليبيين في معركة حران في 7 مايو 1104، غزا رضوان إمارة أنطاكية، لكن حاكمها تانكرد هزمه في معركة أرتاح في ربيع عام 1105. لم يجرؤ رضوان بعدها على شن غارات على أراضي الإمارة خلال السنوات الخمس التالية.
أدت الإشاعات حول خطط خليفة تانكريد، روجر دي سالرنو، لغزو حلب إلى تحالف بين الأمير الأرتقي لماردين، إيلغازي بن أرتق، وأتابك دمشق ، ظاهر الدين طغتكين، في أوائل صيف 1119. إيلغازي ألحق هزيمة ساحقة للصليبيين في معركة ساحة الدم في 28 يونيو، حيث مات روجر أثناء القتال في ساحة المعركة، فسارع بلدوين الثاني ملك القدس و بونس، كونت طرابلس إلى أنطاكية لإنقاذ الإمارة. بعدها انضمت قوات إيلغازي و طغتكين، لكنهم لم يتمكنوا من هزيمة الصليبيين في معركة هاب وعادوا أدراجهم في أغسطس.
حاصر بلك بن بهرام، ابن أخي إيلغازي، مدينة الرها عام 1122، فأسر جوسلين الأول و أصحابه، فأقبل بلدوين الثاني لقتال بلك بن بهرام لكنه وقع في الأسر و تم حبسه في قلعة حلب. تم بعدها إطلاق سراح بلدوين الثاني من قبل حسام الدين تيمور شاه، ابن إيلغازي، في 29 أغسطس 1124، بناءً على اتفاق بدفع 80,000 دينار مع تقديم رهائن حتى تمام السداد، والتنازل عن الأتارب وزردنا مشهد وأعزاز وغيرها من الحصون الأنطاكية لتيمور شاه.

## الحصار
قرر بلدوين الثاني مهاجمة حلب لتحرير الرهائن، بمن فيهم ابنة بالدوين الصغرى إيفيتا. لذلك تحالف مع جوسلين الأول من الرها، ودبيس بن صدقة، وهو من أمراء بنو مزيد وأميران سلجوقيان، سلطان شاه وطغرل أرسلان.
حاصر بلدوين المدينة في 6 أكتوبر 1124. في غضون ذلك، أرسل قاضي حلب، أبو الحسن بن الخشاب، إلى آق سنقر البرسقي، أتابك الموصل، طالبًا مساعدته. عند سماع وصول آق سنقر، انسحب دبيس بن صدقة، مما أجبر بلدوين على رفع الحصار في 25 يناير 1125.

## ما بعد
حول القاضي أبو الحسن بن الخشاب كاتدرائية مسيحية إلى مدرسة الحلوية، بعد أن قام الصليبيون ـ حسب ابن شداد في «الأعلاق الخطيرة» ـ بنبش قبور المسلمين أثناء حصار حلب، خُصصت المدرسة للمذهب الحنفي.
اجتمعت قوات بلدوين الثاني وآق سنقر في معركة أعزاز في يونيو 1125، مما أدى إلى انتصار الصليبيين.